# Lassel
Lassel est un village de la commune de Banyo situé dans la région de l'Adamaoua et le département du Mayo-Banyo au Cameroun, à proximité de la frontière avec le Nigeria.

## Population
En 1967, Lassel comptait 123 habitants, principalement Foulbe.
Lors du recensement de 2005, 1 001 personnes y ont été dénombrées.